# Ядрица

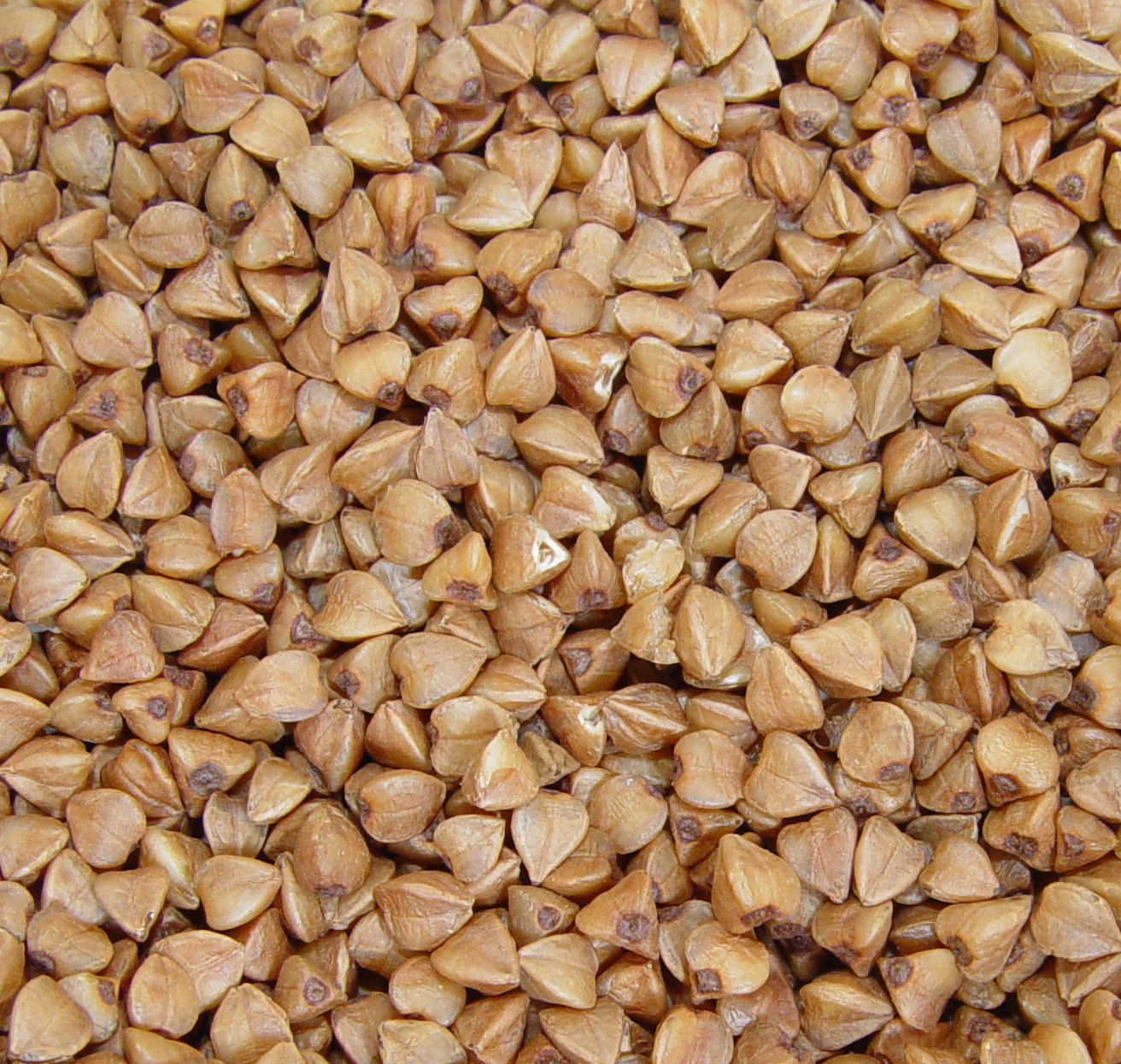
Обжаренная гречневая крупа (ядрица)

Я́дрица — крупа из целых (нераздробленных) зёрен. При обработке зёрен снимается только верхняя оболочка — лузга.
Широко распространена гречневая — обычно называемая «гречкой», также известны ядрица-пшеничная и ядрица-полба. Используется для приготовления каш и гарниров.
В магазинах, как правило, продаётся обжаренная гречка, имеющая коричневый оттенок. В продаже существует и зелёная гречка, которая также активно используется в кулинарии. Зелёная гречка, в отличие от обжаренной, способна давать ростки.